# جيني فيلدز
جيني فيلدز (بالإنجليزية: Jennie Fields)‏ (25 يوليو 1953، شيكاغو في الولايات المتحدة)؛ روائية أمريكية. درست في جامعة آيوا.